# We Bring the Noise
We Bring the Noise – ósmy album niemieckiej grupy happy hardcore Scooter, wydany 11 czerwca 2001 roku. Single: "Posse (I Need You on the Floor)", "I Shot the DJ (Aiii Shot the DJ)".

## Lista utworów
1. Habibi Halua – 1:08
2. Posse (I Need You On The Floor) – 3:50
3. Acid Bomb – 5:32
4. We Bring The Noise! – 3:44
5. R U Happy? – 5:19
6. So What Cha Want – 4:06
7. Burn The House – 4:34
8. Chinese Whispers – 6:23
9. I Shot The DJ – 3:39
10. Transcendental – 6:01
11. Remedy – 3:37
12. Devil Drums – 5:24